# Ron Fassler
Ron Fassler (New York, 4 maart 1957) is een Amerikaans acteur en scenarioschrijver.

## Carrière
Fassler begon in 1981 met acteren met de film Senior Trip. Hierna heeft hij nog meerdere rollen gespeeld in films televisieseries zoals Alien Nation (1989-1990), Gremlins 2: The New Batch (1990), Sisters (1991-1994), Flags of Our Fathers (2006) en Zeke and Luther (2009-2011).

## Filmografie

### Films
Uitgezonderd korte films.
- 2017 Rebel in the Rye - als pastoor
- 2015 Trumbo - als journalist
- 2009 Watchmen – als Ted Koppel
- 2007 Charlie Wilson's War – als Mario
- 2006 Flags of Our Fathers – als senator Robson
- 1997 Alien Nation: The Udara Legacy – als kapitein Bryan Grazer
- 1996 Alien Nation: The Enemy Within – als kapitein Bryan Grazer
- 1996 Alien Nation: Millennium – als kapitein Bryan Grazer
- 1995 Alien Nation: Body and Soul – als kapitein Bryan Grazer
- 1994 Frogmen – als officier van justitie
- 1994 Alien Nation: Dark Horizon – als kapitein Bryan Grazer
- 1994 Camp Nowhere – als drama vader
- 1993 Elvis and the Colonel: The Untold Story – als Lou
- 1991 Child's Play 3 – als Petzold
- 1990 Gremlins 2: The New Batch – als monteur van Forster
- 1981 Senior Trip – als Bob

### Televisieseries
Uitgezonderd eenmalige gastrollen.
- 2009-2011 Zeke and Luther – als Dale Davis – 7 afl.
- 2007 Side Order of Life – als Teddy Smalls – 8 afl.
- 1999-2000 The Amanda Show – als vader – 2 afl.
- 1991-1994 Sisters – als Barry Gold – 5 afl.
- 1989-1990 Alien Nation – als kapitein Bryon Grazer – 22 afl.
- 1988-1989 Disneyland – als hacker – 2 afl.

### Scenarioschrijver
- 2007 How I Married My High School Crush – film
- 1997 Murphy Brown – televisieserie – 1 afl.